# Navelli
Navelli é uma comuna italiana da região dos Abruzos, província de Áquila, com cerca de 625 habitantes. Estende-se por uma área de 42 km², tendo uma densidade populacional de 15 hab/km². Faz fronteira com Acciano, Bussi sul Tirino (PE), Capestrano, Caporciano, Carapelle Calvisio, Castelvecchio Calvisio, Collepietro, San Benedetto in Perillis.
Faz parte da rede das Aldeias mais bonitas de Itália.

## Demografia
| Variação demográfica do município entre 1861 e 2011                               |
|                                                                                   |
| Fonte: Istituto Nazionale di Statistica (ISTAT) - Elaboração gráfica da Wikipedia |